# Verticordia stenopetala
Verticordia stenopetala är en myrtenväxtart som beskrevs av Friedrich Ludwig Diels. Verticordia stenopetala ingår i släktet Verticordia och familjen myrtenväxter. Inga underarter finns listade i Catalogue of Life.